# Maeda Toshinaga
Maeda Toshinaga (前田 利長?; 15 febbraio 1562 – 27 giugno 1614) è stato un daimyō giapponese del periodo Edo appartentente al clan Maeda.

## Biografia
Figlio maggiore ed erede di Maeda Toshiie, il suo nome d'infanzia fu "Inuchiyo" (犬 千代?).
Toshinaga nacque in quella che ora è parte della città di Nagoya nella provincia di Owari, dove suo padre era al servizio di Oda Nobunaga. Nel 1581 sposò una delle figlie di Nobunaga, Ei-hime, che aveva solo sei anni all'epoca del matrimonio. Nobunaga fu assassinato l'anno seguente nell'incidente di Honnō-ji. Nel 1583, assistette suo padre nella battaglia di Shizugatake e dopo la morte di Shibata Katsuie giurò fedeltà a Toyotomi Hideyoshi e gli fu garantito di un feudo di 40.000 koku nella provincia di Kaga. Nel 1585 svolse un ruolo chiave nella campagna di Hideyoshi contro Sassa Narimasa e il suo feudo venne aumentato con ulteriori terre nelle province di Kaga e Etchū arrivando a 320.000 koku. Si unì a Hideyoshi durante la campagna di Kyūshū e l'assedio di Odawara e nel 1598 ricevette ulteriori terre per 267.000 koku.
Toshiie morì l'anno seguente e Hosokawa Tadaoki convinse Toshinaga a sostenere Tokugawa Ieyasu contro Ishida Mitsunari e Toyotomi Hideyori. Al tempo della battaglia di Sekigahara il suo ruolo fu principalmente quello di contenere le forze di Uesugi Kagekatsu e Niwa Nagashige con il quale si scontrò nella battaglia di Asai. Allo stesso tempo doveva impedire che le forze di suo fratello minore Maeda Toshimasa, feudatario della provincia di Noto, si unisse all'esercito occidentale di Mitsunari.
Con l'inizio dello shogunato Tokugawa Toshinaga fu confermato nelle sue proprietà, le quali erano state anche ampliato con l'aggiunta di 225.000 koku precedentemente detenuti da suo fratello Toshimasa, 120.000 koku dal castello di Komatsu e 63.000 koku dal castello di Daisho-ji per un totale di 1.250.000 koku che coprivano le province di Kaga, Noto ed Etchū. Il kokudaka del dominio di Kaga era superato solo dalla casa dello Shōgun. Toshinaga costruì e risiedeva nel castello di Kanazawa.
Con l'istituzione del sistema sankin-kōtai di presenza alternativa a Edo, Toshinaga fu il primo daimyō a stabilire una residenza nella nuova capitale.
Toshinaga non aveva figli e adottò suo fratello minore Maeda Toshitsune come suo erede. Si ritirò nel 1605 e si trasferì da Kanazawa al castello di Toyama, mettendo da parte 220.000 koku per le sue spese di ritiro. Quando il castello di Toyama fu bruciato nel 1609, si trasferì a Uozu, e più tardi a Takaoka. Durante questo periodo, si ritirò dalla vita pubblica a causa delle complicazioni della sifilide e si suicidò avvelenandosi nel castello di Takaoka nel 1614.
Il suo tempio dove riposa si trova presso il tempio di Zuiryū-ji a Takaoka.